# Лаксу
Лаксу́ (фр. Laxou) — коммуна во французском департаменте Мёрт и Мозель, региона Лотарингия. Относится к кантону Лаксу.

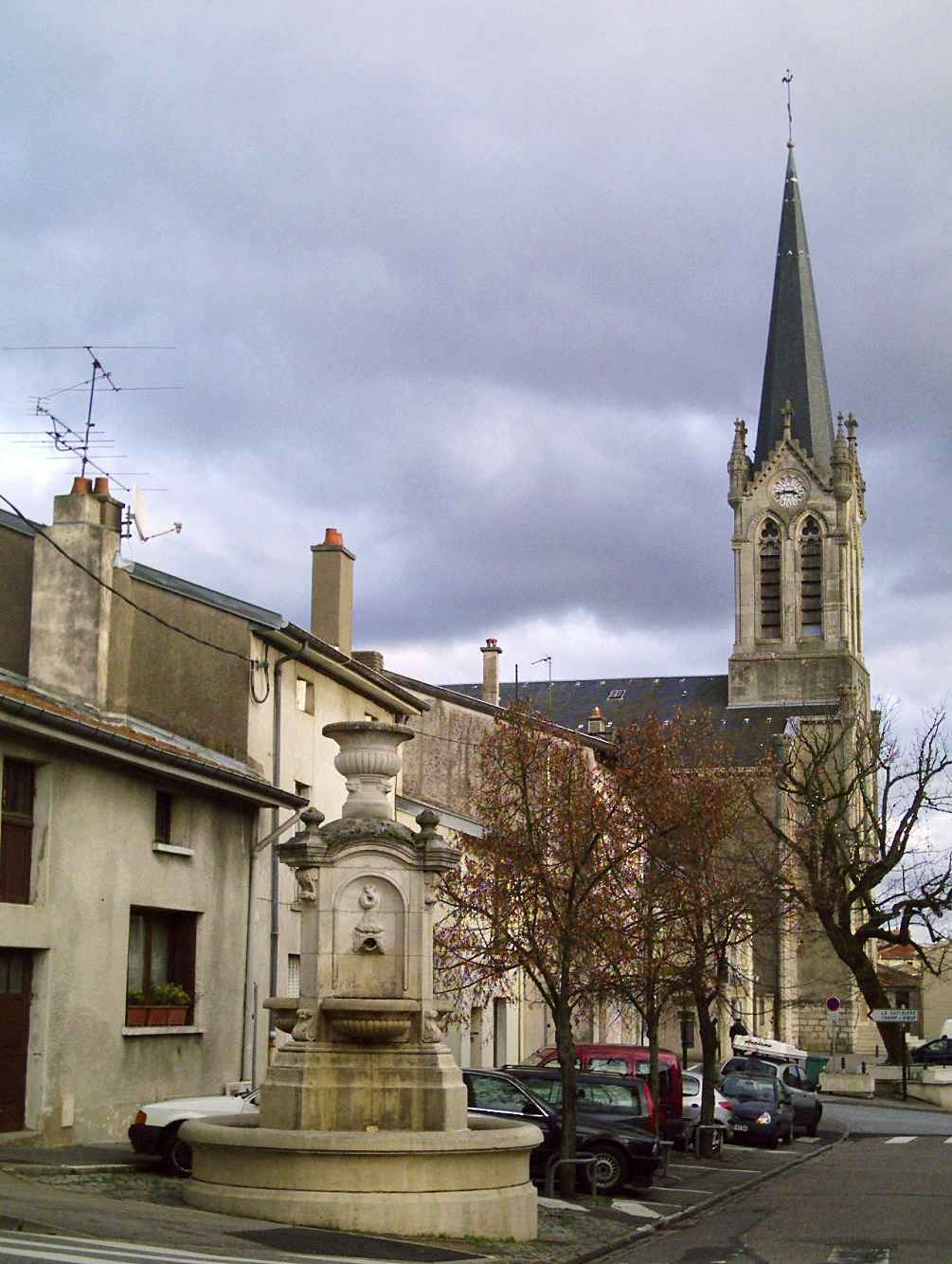
Лаксу. Площадь Свободы и здание церкви.

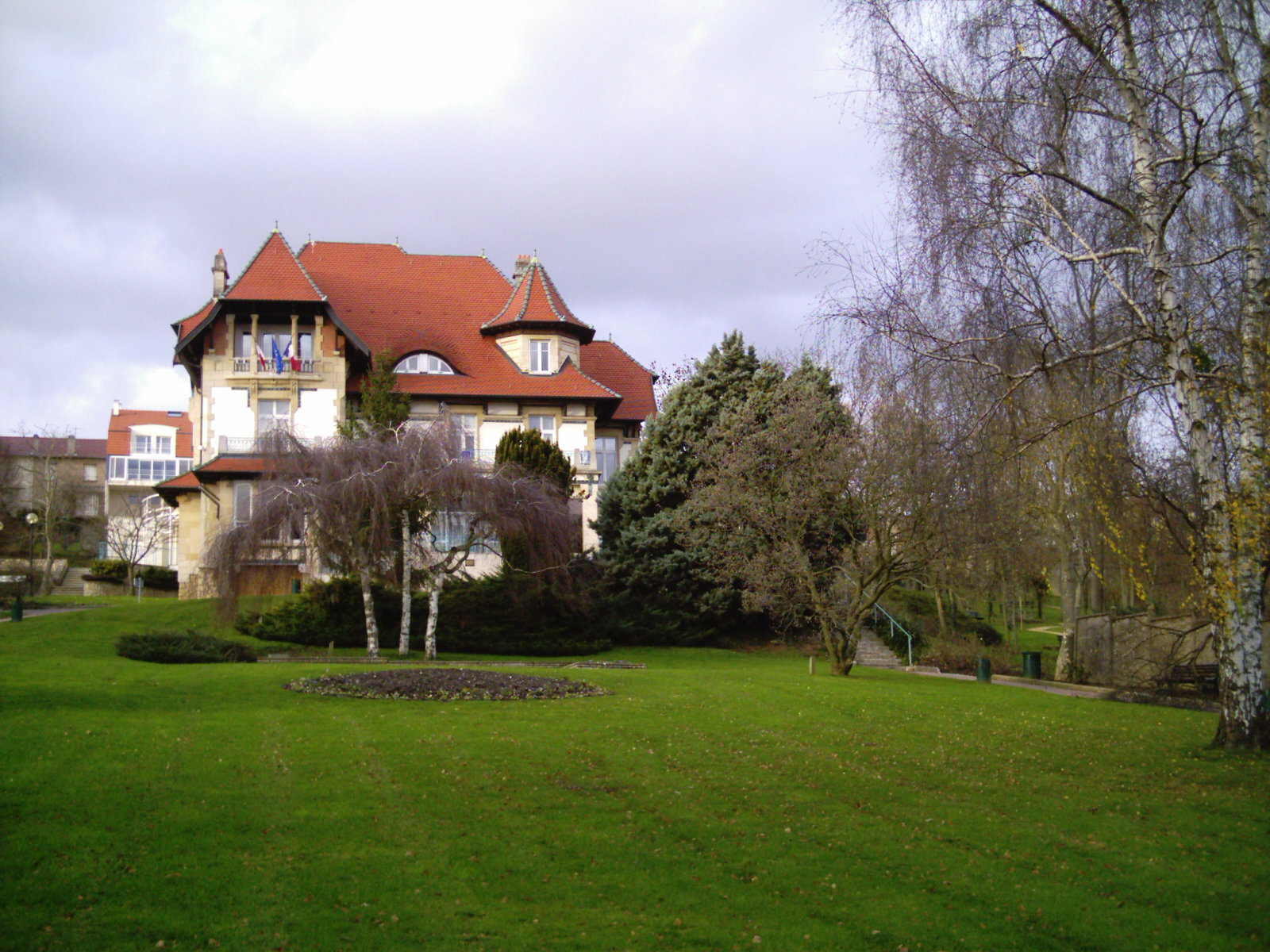
Здание мэрии.

## География
Западный пригород Нанси. Является 4-м по величине городом агломерации Большой Нанси (после Нанси, Вандёвр-ле-Нанси и Виллер-ле-Нанси). Граничит с Максевилем. Соседние коммуны: Шавиньи, Марон, Велэн-ан-Аи и Шампиньёль. Значительная территория города занимает лес Аи.

## Демография
Население коммуны на 2010 год составляло 14 812 человек.
| 1962   | 1968   | 1975   | 1982   | 1990   | 1999   | 2010   |
| ------ | ------ | ------ | ------ | ------ | ------ | ------ |
| 14 392 | 15 898 | 16 766 | 17 018 | 15 490 | 15 286 | 14 812 |